# أنقلة
أنقلة قرية سوريّة تتبع إداريّاً لمحافظة حلب منطقة عفرين ناحية شيخ الحديد، بلغ تعداد سكانها 1,299 نسمة حسب التعداد السكاني لعام 2004.